# Limita funkce

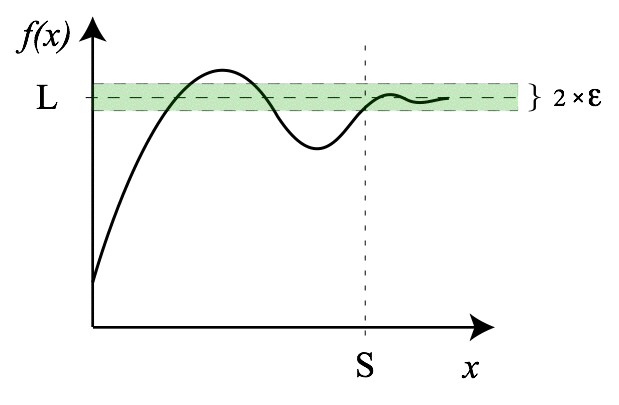

Limita funkce je matematická konstrukce vyjadřující, že se hodnoty zadané funkce blíží libovolně blízko k nějakému bodu. Právě tento bod je pak označován jako limita. Tato skutečnost se zapisuje {\displaystyle \lim _{x\rightarrow a}f(x)=A}. 
Hlavní motivací pro používání limit je možnost „opravit“ chování funkce. Pokud nelze hodnotu funkce v určitém bodě spočítat (např. kvůli dělení nulou), ale v jeho okolí se chová „rozumně“, funkci můžeme opravit tak, že její funkční hodnotu v problematickém bodě nahradíme limitou. Zda se funkce v okolí určitého bodu chová rozumně, lze poznat podle toho, že limita existuje.
Limita funkce je základní pojem v matematické analýze, v diferenciálním a integrálním počtu. Například definice spojitosti funkce používají limitu: funkce je spojitá, pokud se její funkční hodnota v každém bodě rovná její limitě v tomto bodě.

## Definice

### Definice podle Cauchyho

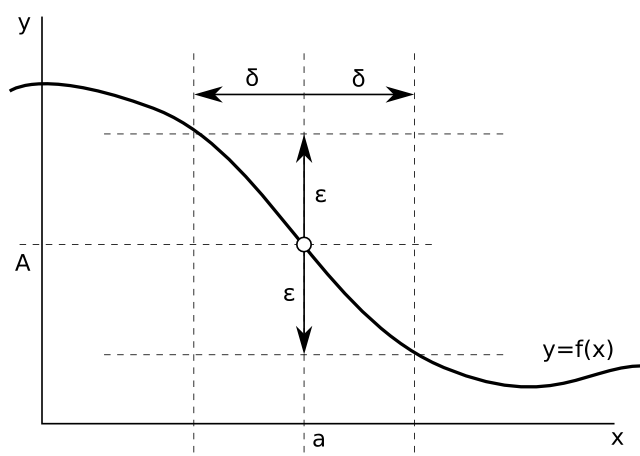
Funkce f zobrazuje prstencové okolí bodu a do okolí bodu A.

Číslo {\displaystyle A\in \mathbb {R} } je limitou funkce {\displaystyle f:\mathbb {R} \rightarrow \mathbb {R} } v bodě {\displaystyle a\in \mathbb {R} }, jestliže k libovolnému {\displaystyle \varepsilon >0} existuje takové {\displaystyle \delta >0}, že pro všechna {\displaystyle x\in D_{f}} taková, že {\displaystyle \left|x-a\right|<\delta } ({\displaystyle x} leží v prstencovém okolí bodu {\displaystyle a}) platí {\displaystyle \left|f(x)-A\right|<\varepsilon }.
Limitu má smysl zkoumat jen v definičním oboru funkce neobsahujícím bod {\displaystyle a}, tj. libovolně blízko k bodu {\displaystyle a} musí být funkce definována.

### Definice podle Heineho
Číslo {\displaystyle A\in \mathbb {R} } je limitou funkce {\displaystyle f:\mathbb {R} \rightarrow \mathbb {R} } v hromadném bodě {\displaystyle a} definičním oboru funkce, jestliže pro každou posloupnost {\displaystyle \{x_{n}\}_{n=1}^{\infty }}, kde {\displaystyle x_{n}\in D(f)-\{a\}} a {\displaystyle x_{n}\rightarrow a} platí {\displaystyle f(x_{n})\rightarrow A}.
Heineho a Cauchyova definice jsou ekvivalentní. Heineho se používá k výpočtu limit, Cauchyova častěji k důkazům.

### Definice pomocí spojitosti
V definici spojitosti funkce obvykle figuruje limita. Přímým důsledkem takové definice je fakt, že v bodě, ve kterém je funkce spojitá, je limita rovna funkční hodnotě.  Je však možné nadefinovat spojitost i nezávisle, například Cauchyho definice spojitosti. Potom je možné limitu zavést tak, že platí {\displaystyle \lim _{x\to a}f(x)=A}právě tehdy, když je  funkce {\displaystyle g(x)} definovaná předpisem{\displaystyle g(x)={\begin{cases}A&x=a\\f(x)&{\text{jinak}}\end{cases}}}spojitá v bodě {\displaystyle a}. Tato definice nejlépe vystihuje hlavní motivaci pro pojem limita funkce (možnost „opravit“ chování funkce, viz úvod).

## Limita zprava a zleva

Limity x → x_{0}^{+} ≠ x → x_{0}^{−}. Proto limita pro x → x_{0} neexistuje.

Funkce {\displaystyle f:\mathbb {R} \rightarrow \mathbb {R} } má v bodě {\displaystyle a} jednostrannou limitu {\displaystyle A} zleva resp. zprava, jestliže k libovolnému číslu {\displaystyle \varepsilon >0} existuje číslo {\displaystyle \delta >0} takové, že pro všechna {\displaystyle x\in D_{f}-\{a\}} splňující podmínku {\displaystyle x\in (a-\delta ,a)} resp. {\displaystyle x\in (a,a+\delta )}, tj. pro všechna {\displaystyle x} z levého resp. pravého okolí bodu {\displaystyle a}, platí {\displaystyle |f(x)-A|<\varepsilon }, tj.:
{\displaystyle \lim _{x\to a-}f(x)=A\;} - limita zleva
{\displaystyle \lim _{x\to a+}f(x)=A\;} - limita zprava
Funkce {\displaystyle f(x)} má v bodě {\displaystyle a} limitu právě tehdy, pokud má v tomto bodě současně limitu zleva i zprava a tyto limity se rovnají, např. funkce {\displaystyle f(x)={\frac {1}{x}}} nemá v bodě nula limitu, ačkoliv má obě jednostranné limity:
{\displaystyle \lim _{x\to 0-}{\frac {1}{x}}=-\infty }
{\displaystyle \lim _{x\to 0+}{\frac {1}{x}}=\infty }

## Limita funkce více proměnných
Funkce {\displaystyle n}-proměnných {\displaystyle f:\mathbb {R^{n}} \rightarrow \mathbb {R} } má v bodě {\displaystyle A=[a_{1},a_{2},...,a_{n}]} limitu {\displaystyle B}, jestliže k libovolnému číslu {\displaystyle \varepsilon >0} existuje číslo {\displaystyle \delta >0} takové, že pro všechny body {\displaystyle X=[x_{1},x_{2},...,x_{n}]} z {\displaystyle \delta }-okolí bodu {\displaystyle A} s výjimkou samotného bodu {\displaystyle A} platí {\displaystyle |f(X)-B|<\varepsilon }. Takovou limitu značíme některým z následujících způsobů:
- {\displaystyle \lim _{X\to A}f(X)=B}
- {\displaystyle \lim _{[x_{1},x_{2},...,x_{n}]\to A}f(X)=B}
- {\displaystyle \lim _{[x_{1},x_{2},...,x_{n}]\to [a_{1},a_{2},...,a_{n}]}f(X)=B}
- {\displaystyle \lim _{\begin{matrix}x_{1}\to a_{1}\\x_{2}\to a_{2}\\\vdots \\x_{n}\to a_{n}\end{matrix}}f(X)=B}

U funkce {\displaystyle n}-proměnných je možné provádět limitní přechod nejen vůči všem proměnným, ale také vzhledem k pouze několika proměnným, např. {\displaystyle \lim _{x_{1}\to a_{1}}f(x_{1},x_{2},...,x_{n})=g(x_{2},x_{3},...,x_{n})}, kde {\displaystyle g} je funkcí {\displaystyle n-1} proměnných.

## Limita komplexní funkce
Komplexní funkce {\displaystyle f:\mathbb {C} \rightarrow \mathbb {C} } definovaná v okolí bodu {\displaystyle z_{0}} má v bodě {\displaystyle z_{0}} limitu {\displaystyle A}, jestliže k libovolnému {\displaystyle \varepsilon >0} existuje {\displaystyle \delta }-okolí bodu {\displaystyle z_{0}} takové, že
{\displaystyle |f(z)-A|<\varepsilon }.
Limitu v bodě {\displaystyle z_{0}} zapisujeme:
{\displaystyle \lim _{z\rightarrow z_{0}}f(z)=A},
kde limita {\displaystyle A} může být komplexním číslem.

## Nevlastní limita v nevlastním bodě
Pro limitu funkce {\displaystyle f:\mathbb {R} \rightarrow \mathbb {R} } rozlišujeme: vlastní limita v vlastním bodě, nevlastní limita v vlastním bodě, vlastní limita v nevlastním bodě a nevlastní limita v nevlastním bodě:
- Limitu funkce {\displaystyle \lim _{x\to a}f(x)=A\in \mathbb {R} } nazýváme vlastní limitou funkce {\displaystyle f} ve vlastním bodě {\displaystyle a\in \mathbb {R} }.
- Limitu funkce {\displaystyle \lim _{x\to a}f(x)=\pm \infty } nazýváme nevlastní limitou funkce {\displaystyle f} ve vlastním bodě {\displaystyle a\in \mathbb {R} }.
- Limitu funkce {\displaystyle \lim _{x\to \pm \infty }f(x)=A\in \mathbb {R} } nazýváme vlastní limitou funkce {\displaystyle f} v nevlastním bodě.
- Limitu funkce {\displaystyle \lim _{x\to \pm \infty }f(x)=\pm \infty } nazýváme nevlastní limitou funkce {\displaystyle f} v nevlastním bodě.

Nevlastní limitu ve vlastním bodě lze definovat také zprava nebo zleva, bereme-li pouze pravé nebo levé okolí bodu {\displaystyle a}.

### Příklady
Příklad vlastní limity ve vlastním bodě:
{\displaystyle \lim _{x\to 3}2x=6}
Příklad nevlastní limity ve vlastním bodě:
{\displaystyle \lim _{x\to 0}{\frac {1}{x^{2}}}=\infty }
Příklad vlastní limity v nevlastním bodě:
{\displaystyle \lim _{x\to -\infty }2^{x}=0}
Příklad nevlastní limity v nevlastním bodě:
{\displaystyle \lim _{x\to \infty }2^{x}=\infty }

## Vlastnosti
- Mějme funkci {\displaystyle f}, která má v bodě {\displaystyle a} limitu {\displaystyle A} a funkci {\displaystyle g}, která má ve stejném bodě limitu {\displaystyle B}, pak pro libovolné číslo {\displaystyle c} platí následující vztahy:
  - {\displaystyle \lim _{x\to a}cf(x)=cA}
  - {\displaystyle \lim _{x\to a}[f(x)\pm g(x)]=A\pm B}
  - {\displaystyle \lim _{x\to a}f(x)g(x)=AB}
  - {\displaystyle \lim _{x\to a}{\frac {f(x)}{g(x)}}={\frac {A}{B}}}, pokud {\displaystyle B\neq 0}

- Mějme funkci {\displaystyle f}, která má v bodě {\displaystyle a} limitu {\displaystyle A}, tedy {\displaystyle \lim _{x\to a}f(x)=A}, a funkci {\displaystyle g}, která má v bodě {\displaystyle A} limitu {\displaystyle B}, tedy {\displaystyle \lim _{y\to A}g(y)=B}. Pokud existuje takové {\displaystyle \delta >0}, že pro všechna {\displaystyle x} splňující podmínku {\displaystyle 0<|x-a|<\delta } platí {\displaystyle f(x)\neq A}, pak:

{\displaystyle \lim _{x\to a}g(f(x))=B}
- Máme-li funkce {\displaystyle f} a {\displaystyle g}, pro něž v okolí bodu {\displaystyle a} platí {\displaystyle f(x)\leq g(x)}, pak v případě, že obě funkce mají v bodě {\displaystyle a} limitu, bude platit:

{\displaystyle \lim _{x\to a}f(x)\leq \lim _{x\to a}g(x)}
- Máme-li funkce {\displaystyle f,g,h}, pro něž v okolí bodu {\displaystyle a} platí {\displaystyle f(x)\leq h(x)\leq g(x)} a existují-li limity {\displaystyle \lim _{x\to a}f(x)=A} a {\displaystyle \lim _{x\to a}g(x)=A}, pak existuje také limita:

{\displaystyle \lim _{x\to a}h(x)=A}

## Příklad funkce bez limity

Příklad funkce bez limity v bodě x=1

Funkce
{\displaystyle f(x)={\begin{cases}\sin {\frac {5}{x-1}}&{\mbox{ pro }}x<1\\0&{\mbox{ pro }}x=1\\{\frac {0.1}{x-1}}&{\mbox{ pro }}x>1\end{cases}}}
nemá limitu v bodě {\displaystyle x_{0}=1}.